# Polar Prince
Die Polar Prince ist ein ehemaliger Eisbrecher der kanadischen Küstenwache, die sie 1959 unter dem Namen Sir Humphrey Gilbert in Dienst stellte. Das Schiff wurde nach seiner Außerdienststellung bei der Küstenwache 2002 innerhalb Kanadas verkauft und umbenannt.

## Geschichte
Das Schiff wurde unter der Baunummer 614 auf der Werft Davie Shipbuilding in Lauzon, Québec, für das kanadische Department of Transport gebaut. Es wurde im Juni 1959 fertiggestellt. Das als Sir Humphrey Gilbert in Dienst gestellte Schiff war nach dem britischen Abenteurer, Feldherrn und Parlamentarier, der die erste englische Kolonie in Nordamerika gründete, benannt. Es wurde von der im Jahr 1962 gegründeten kanadischen Küstenwache als Mehrzweckschiff im Bereich der Provinz Neufundland und Labrador eingesetzt und in St. John’s auf Neufundland stationiert. Es wurde Anfang des 21. Jahrhunderts außer Dienst gestellt (unterschiedliche Quellen geben das Jahr 2000 bzw. das Jahr 2001 als Jahr der Außerdienststellung an).
Im Jahr 2002 wurde es an das Unternehmen Puddister Trading in St. John’s verkauft und zunächst in Gilbert1 und später in Polar Prince umbenannt. Nach einigen Besitzerwechseln gehört das Schiff seit November 2021 der Miawpukek Horizon Maritime Service Ltd, einem Joint Venture der Reederei Horizon Maritime und Miawpukek First Nation. Es wird für Expeditionen verchartert und diente als Mutterschiff für das U-Boot Titan, das im Juni 2023 bei einer privaten Expedition zur Titanic verunglückte.

## Technische Daten und Ausstattung
Das Schiff wird dieselelektrisch angetrieben. Zwei Elektromotoren mit zusammen 4250 kW Leistung wirken auf zwei Festpropeller. Für die Stromerzeugung stehen mehrere von Dieselmotoren angetriebene Generatoren zur Verfügung. Weiterhin wurde ein Notgenerator verbaut.
Bei der kanadischen Küstenwache war die Reichweite des Schiffes mit 10.000 Seemeilen angegeben. Es konnte rund 30 Tage auf See bleiben.